# Riapolovo
Riapolovo (en rus: Ряполово) és un poble de l'óblast de Kursk, a Rússia, que en el cens del 2010 tenia 95 habitants. Pertany al districte rural de Gorxétxnoie.